# Лебідь Микола Дмитрович
Лебідь Микола Дмитрович (4 грудня 1899, Чернігів — 8 лютого 1918, Чернігів) — учасник Української революції 1917—1921 років, перша жертва більшовицького режиму у Чернігові.

## Дитинство та юність
Народився у сім'ї чиновника-українофіла Дмитра Климентовича Лебедя, друга Михайла Коцюбинського, видавця та члена чернігівської «Просвіти». Мати — Наталя Василівна. Микола — третя дитина у сім'ї після близнюків Ананія та Юлії. Навчався у Чернігівській гімназії. Член чернігівської організації Української партії соціалістів-революціонерів.

## Загибель
30 січня 1918 року був затриманий більшовиками, згодом його знайшли на вулиці без свідомості та з вогнепальним пораненням голови. Травма виявилася несумісною із життям і 8 лютого 1918 року він помер на руках у своєї матері.
Існує думка, що М. Лебідь брав участь у бою під Крутами і був поранений саме там, однак джерела не підтверджують цього.
За ще однією версією, М. Лебідь був вбитий особами «з червоними пов'язками» за те, що вивісив жовто-блакитний прапор на Валу. Основою таких тверджень є публікація літературного твору Івана Чигирина у часописі «Українське Полісся» за 6 листопада 1941 року.
Похорон Миколи Лебедя відбувся 10 лютого 1918 року та набув широкого резонансу та по суті перетворився на українську маніфестацію. Похорон був масовим та урочистим: «з городської думи винесли на зустріч старі міські корогви». Були присутніми безліч людей, особливо молоді. У пресі друкувалися звіти про похорони. Панахиду відслужив ректор Чернігівської духовної семінарії Архимандрит Микола. Похований на кладовищі по вул. Старобілоуській.

## Пам'ять
На могилі М. Лебедя було встановлено камінь з прикріпленим бронзовим тризубом та написом: «Щирий син України. Микола Лебідь. Народився року 1899 грудня 4. Вбитий року 1918 січня 30. Пером тобі земля, любий сину». У радянський час могила перебувала у запустінні. 14 жовтня 2004 року було урочисто відкрито оновлений надмогильний пам'ятник. З того часу на могилі регулярно проводяться панахиди. Постать М. Лебедя активно «розкручується» місцевими націоналістичними організаціями у контексті Героїв Крут.
Іноді прізвище М. Лебідя потрапляє у перелік учасників бою під Крутами 28 січня 1918 року.